# Rákóczibánya
Rákóczibánya is een plaats (község) en gemeente in het Hongaarse comitaat Nógrád. Rákóczibánya telt 691 inwoners (2001).